# Dragonkasernen
Dragonkasernen eller Holstebro Kaserne er en kaserne ved Ringvejen syd for Holstebro, som er hjemsted for Jydske Dragonregiment og dele af 1. Brigade.
Kasernen blev opført i årene 1952‑54 af værnepligtige håndværkere, hvorefter Dragonregimentet flyttede dertil fra sin tidligere placering i Randers. Med omkring 1.200 medarbejdere og værnepligtige er det en af de største arbejdspladser i Holstebro Kommune. Kasernen huser også Dragonmuseet og Jydske Dragonregiments Veteranpanserforening.
Umiddelbart syd for kasernen ligger både skydebane og det tilknyttede øvelsesterræn på lidt over 1110 ha, hvilket gør det til Danmarks andet største øvelsesterræn.